# Comisión sobre la Utilización del Espacio Ultraterrestre con Fines Pacíficos
La Comisión sobre la Utilización del Espacio Ultraterrestre con Fines Pacíficos, puesta en marcha en el año 1959 y denominado correctamente COPUOS (Committee on the Peaceful Uses Of Outer Space; en español: Comité para Usos Pacíficos del Espacio Exterior de Naciones Unidas) es un órgano subsidiario de la Asamblea General de la Organización de las Naciones Unidas.
Tiene dos comités: uno científico y otro jurídico, que trabajan en reunión plenario o en grupos de trabajo para un asunto particular. Las proposiciones que sustentan tanto los debates del Comité como los de los subcomités, emanan de un Estado o de un grupo de ellos. Cada uno de los dos subcomités transmite su informe al Comité del Espacio, el cual somete sus proposiciones a la Asamblea General de Naciones Unidas. Esta última se pronuncia y adopta al mismo tiempo la resolución fijando los mandatos del Comité y de los dos subcomités para el siguiente año.
La Asamblea General de Naciones Unidas puede, por otra parte, adoptar resoluciones o recomendaciones que incluyan textos de convenios internaciones abiertos a la firma de los Estados. En este marco, es en el que han sido negociados cinco acuerdos internacionales y puestos a la firma de los Estados.
El Comité del Espacio ha conocido una continua expansión, pasando de 18 miembros en 1958, a 24 en 1959, 28 en 1961, 37 en 1974 y 53 miembros desde 1980. En la actualidad cuenta con 95 miembros.

## Algunos tratados y convenios
- Tratado del 27-01-1967, tratado del espacio exterior, sobre los principios que dirigen las actividades de los Estados en materia de exploración y uso del espacio exterior y que incluye la Luna y los otros cuerpos celestes. El artículo 4 prohíbe la puesta en órbita terrestre de armas nucleares y de cualquier otra arma de destrucción masiva; el artículo 9 exige que los Estados eviten toda actividad que pueda provocar una injerencia perjudicial en la exploración pacífica del espacio exterior por parte de los demás estados. Ratificado por 88 países.

- Acuerdo del 22-04-1968 sobre salvamento de astronautas, el retorno de los astronautas y la restitución de los objetos lanzados al espacio exterior.

- Convenio del 29-03-1972 sobre la responsabilidad por los daños causados por los objetos espaciales.

- Convenio del 14-01-1975 sobre el registro de los objetos en el espacio exterior, entrado en vigor el 15-09-1976, y que en su artículo 4 exige que todo Estado que lance un objeto al espacio inscriba, ante el Secretario general de la O.N.U, la designación y la función general del objeto. Ratificado por 31 países.

- Acuerdo del 18-12-1979, denominado Acuerdo sobre la Luna, en vigor desde el 11-07-1984, dirigiendo las actividades de los Estados en la Luna y en los otros cuerpos celestes. En su artículo 3 prohíbe la amenaza o el uso de la fuerza, o cualquier otro acto hostil, en la Luna (o la explotación de la Luna para cometer un acto semejante) en relación con la Tierra, la Luna o una nave espacial, con el personal de una nave espacial o con cualquier objeto artificial en el espacio. Ratificado por 5 países.

### Explotación militar del Espacio
Otros tratados y acuerdos relativos a la explotación militar del espacio son: 
- Convenio Enmod (Environmental Modification Techniques) de 1977, de prohibición de cualquier técnica de modificación del medio ambiente, de naturaleza militar u hostil. Entró en vigor el 05-10-1978, en su artículo 2 prohíbe la manipulación deliberada de los procesos naturales, inter alia, en el espacio exterior.